# Храм Спаса Преображения на Болвановке
Храм Спа́са Преображе́ния на Болва́новке — православный храм в районе Замоскворечье Центрального административного округа Москвы. Принадлежит к Москворецкому благочинию Московской епархии Русской православной церкви.

## История
Первое достоверное письменное упоминание храма относится к 1625 году, однако по непроверенным данным храм существовал в этом месте с 1465 года.
Основание его связано вот с каким событием. Иоанн III встретил ханских послов на том месте, где теперь стоит храм «прием же басму лица его и поплевав на ню, низлома (разломал, разорвал) ея, и на землю поверже, и топта ногами своима, и гордых послов всех изымати (схватить, арестовать, а затем и казнить) повеле, а единого отпусти живе». «На этом-то месте свергнуто постыдное татарское иго: Россия перестала платить дань монголам… В воспоминание великого события Иоанн III приказал поставить на этом месте храм во имя Преображения Господня».
Составитель исторического исследования о храме свящ. Михаил Левитский резюмирует: «Сопоставляя все древние сказания о месте именуемом „Болвановка“, безошибочно можно сказать, что храм Преображения Господня на Болвановке, построен на месте казни преступников и сокрушения Иоанном III болвана, изображения ханского, в память свержения татарского ига не позже 16 столетия (Иоанн III скончался в 1505 г.) и, по обычаю тогдашнего времени воздвигать храмы обыденные, был построен деревянный».
Неизвестно, со времени ли основания, но в XVII веке у деревянного Спасского храма, что на Болвановке, было два престола: во имя Преображения Господня и великомученика Георгия.

В 1708 году прихожане храма подают в Синод прошение о перестройке обветшавшего к тому времени храма: «Державнейший царь, государь милостивейший! Приходская у нас, государь, церковь Преображения Господня, что за Москвою-рекою на Болвановке гораздо ветха. В дождевое время стоять не возможно, полы в церкви сгнили и обвалились и паперть вся сгнила и обвалилась. Всемилостивейший государь, просим вашего величества, вели, Государь, нам церковь построить вновь тож во имя Преображения Господня, да в приделе преподобной мученицы Евдокии, по обещанию нашему» (там же). В том же году получено разрешение на строительство от митрополита Рязанского и Муромского Стефана.
Клировые ведомости Спасо-Преображенской церкви за 1823 год сообщают, что церковь «в 1722 году за ветхостью перестроена деревянная же, а напоследок построена тщанием Московских купцов Дмитрия Оленева и Космы Матвеева». Строительство каменного храма окончательно завершают к 1755 году.
В это время взамен придела великомученика Георгия в храме появляются приделы во имя преподобномученицы Евдокии и иконы Божией Матери «Всех скорбящих Радость».
В 1839 году тщанием Московского купца Адриана Ивановича Озерского с помощью прихожан храм перестраивают под руководством архитектора Козловского, перестроены трапезная и колокольня. Бывший левый Скорбященский престол был переосвящён во имя св. мц. Татианы, с разрешения митрополита Филарета, принявшего во внимание желания жены Озерского Татьяны Ивановны и главного жертвователя титулярного советника И. В. Путилова, — его тогда уже умершая жена также звалась Татьяной Ивановной. Оба престола: правый во имя св. прпмц. Евдокии и левый во имя св. мц. Татианы были освящены самим владыкой Филаретом 10 октября 1839 года.
Храм закрыт в 1930 году, снесена колокольня и трапезная с приделами, в здание храма размещаются учреждения, в 1980 году переоборудуют под мастерские. Возвращён Русской православной церкви в 1991 году, богослужения возобновлены в 1992 году.

## Престолы
- Спаса Преображения
- Мученицы Татианы
- Преподобномученицы Евдокии
- Великомученика Георгия Победоносца
- «Всех скорбящих Радости»